# Championnat d'Amérique du Nord et des Caraïbes féminin de handball 2025
Navigation
Nuuk 2023 2027
Le Championnat d'Amérique du Nord et des Caraïbes 2025 est la 6e édition de cette compétition. Elle se déroule du 7 au 12 avril 2025 à Mexico au Mexique.
Le Groenland, champion en titre, n'a pas participé pour des raisons financières.
La compétition est remportée par Cuba qui est ainsi qualifié pour le Championnat du monde 2025.

## Présentation

### Équipes qualifiées
Cinq équipes participent à la compétition :
- Cuba
- Canada
- États-Unis
- Porto Rico
- Mexique, pays organisateur

## Tour préliminaire
| \| \| Équipe \| Pts \| J \| G \| N \| P \| Bp \| Bc \| Diff \| \| - \| ---------- \| --- \| - \| - \| - \| - \| --- \| --- \| ---- \| \| 1 \| Cuba \| 8 \| 4 \| 4 \| 0 \| 0 \| 125 \| 79 \| 46 \| \| 2 \| Mexique \| 6 \| 4 \| 3 \| 0 \| 1 \| 98 \| 87 \| 11 \| \| 3 \| Canada \| 4 \| 4 \| 2 \| 0 \| 2 \| 100 \| 100 \| 0 \| \| 4 \| États-Unis \| 2 \| 4 \| 1 \| 0 \| 3 \| 83 \| 103 \| -20 \| \| 5 \| Porto Rico \| 0 \| 4 \| 0 \| 0 \| 4 \| 94 \| 131 \| -37 \| | - Qualifié pour la finale - Qualifié pour le match pour la médaille de bronze - T : Tenant du titre. |     |   |   |   |   |     |     |      |
| | Équipe                                                                                               | Pts | J | G | N | P | Bp  | Bc  | Diff |
| 1 | Cuba                                                                                                 | 8   | 4 | 4 | 0 | 0 | 125 | 79  | 46   |
| 2 | Mexique                                                                                              | 6   | 4 | 3 | 0 | 1 | 98  | 87  | 11   |
| 3 | Canada                                                                                               | 4   | 4 | 2 | 0 | 2 | 100 | 100 | 0    |
| 4 | États-Unis                                                                                           | 2   | 4 | 1 | 0 | 3 | 83  | 103 | -20  |
| 5 | Porto Rico                                                                                           | 0   | 4 | 0 | 0 | 4 | 94  | 131 | -37  |

## Phase finale
Médaille de bronze
| 12 avril 2025 14h00 | Canada    | 26 – 20 | États-Unis | Mexico |
| 12 avril 2025 14h00 | (11 – 12) |         |            | Mexico |

Médaille d'or
| 12 avril 2025 16h00 | Cuba      | 32 – 21 | Mexique | Mexico |
| 12 avril 2025 16h00 | (15 – 10) |         |         | Mexico |